# UCM: Ultimate Combat Mission
UCM: Ultimate Combat Mission is een computerspel dat werd geprogrammeerd door Richard Aplin en uitgegeven door Mastertronic. Het spek kwam in 1987 uit voor de ZX Spectrum en een jaar later voor de Commodore 64. Het spel is een verticaal scrollende Shoot 'em up.

## Platforms
| Jaar | Platform     |
| ---- | ------------ |
| 1987 | ZX Spectrum  |
| 1988 | Commodore 64 |

## Ontvangst
Het spel werd slecht ontvangen:
| Beoordeeld door                | Jaar | Platform     | Score |
| ------------------------------ | ---- | ------------ | ----- |
| ASM (Aktueller Software Markt) | 1988 | Commodore 64 | 32%   |
| ZZap64                         | 1988 | Commodore 64 | 40%   |